# Krakowski Piknik Archeologiczny

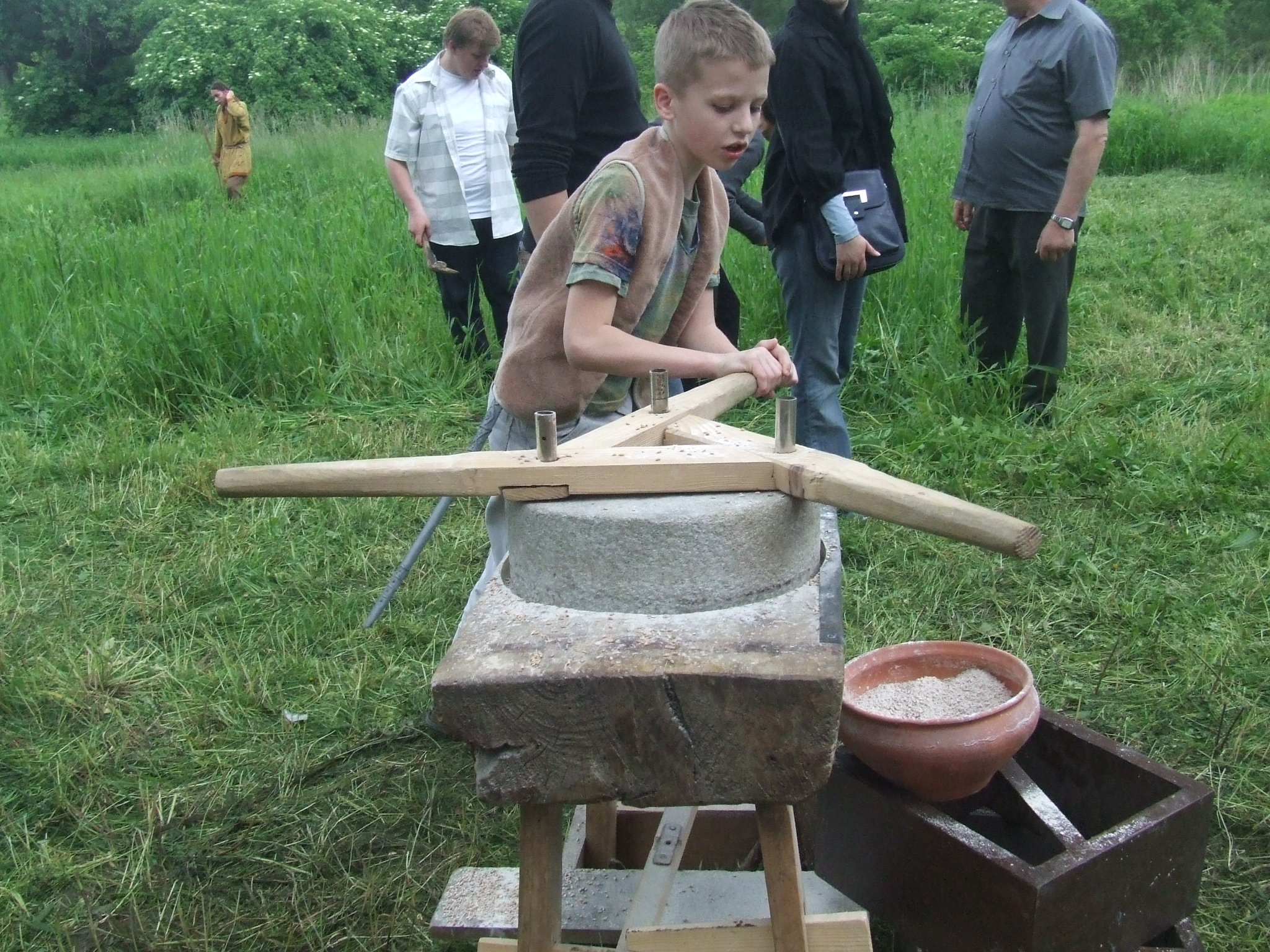
Mielenie mąki w żarnach

Krakowski Piknik Archeologiczny – cykliczna impreza o charakterze edukacyjnym organizowana co roku w sobotę od 2003 roku na przełomie maja i czerwca. Impreza utrzymana w konwencji rodzinnego pikniku. Organizatorem jest Muzeum Archeologiczne w Krakowie. Odbywa się na terenie zespołu dworsko-parkowego w Branicach. W trakcie pikniku czynna jest wystawa prezentująca naczynia gliniane odkryte na terenie Nowej Huty. Zrekonstruowane są groby sprzed 6000 i 2500 lat "pierwszych mieszkańców Branic". Można wziąć udział w wykopaliskach archeologicznych na zaimprowizowanym stanowisku archeologicznym. Repliką sierpa krzemiennego można ściąć trawę. Można zemleć ziarno w żarnach, skleić gliniane skorupy garnków.  Do makiet renifera i mamuta można rzucać oszczepem lub do tarczy strzelać łukiem. Piknik urozmaicają pokazy walk i szyków bojowych historycznych oddziałów zbrojnych: wojów, rycerzy, żołnierzy.